# 커뮤니케이션 디자인
커뮤니케이션 디자인(communication design)은 미디어가 사람들과 소통하는 방식에 관심을 두고 디자인과 정보 개발이 혼합된 분야이다. 커뮤니케이션 디자인 접근 방식은 미디어의 메시지와 미학을 개발하는 것과 관련이 있다. 또한 메시지가 대상 고객에게 전달되도록 새로운 미디어 채널을 만든다. 기술이 겹치기 때문에 일부 디자이너는 그래픽 디자인과 커뮤니케이션 디자인을 같은 의미로 사용한다.
커뮤니케이션 디자인은 시스템 기반 접근 방식을 의미할 수도 있는데, 이는 문화나 조직 내의 미디어와 메시지 전체가 일련의 개별적인 노력이 아닌 단일 통합 프로세스로 설계되는 것이다. 이는 대상 고객에게 정보를 제공하고 관심을 끌기 위한 커뮤니케이션 채널을 통해 수행된다. 다양한 문화에 적합한 콘텐츠를 제작하고 즐거운 시각적 디자인을 유지하려면 디자인 기술을 사용해야 한다. 이는 성공적인 미디어 커뮤니케이션 키트의 중요한 부분이다.
커뮤니케이션 분야 내에서 디자인으로서의 커뮤니케이션을 위한 새로운 프레임워크는 상호 작용을 재설계하고 커뮤니케이션 어포던스를 형성하는 데 중점을 둔다. 소프트웨어와 애플리케이션은 커뮤니케이션 기회를 창출하고 커뮤니케이션에 제약을 가한다. 최근 구스와 브라밤은 크라우드소싱 플랫폼 내에서 아이디어가 경쟁하는 방식을 조사하여 디자인 아이디어, 커뮤니케이션 및 플랫폼 간의 관계에 대한 모델을 제공했다. 같은 저자는 전자정부 애플리케이션 및 기술 설계에 구축하는 민주적 이상에 대해 기술 회사 창립자들을 인터뷰했다. 연구자들 사이에서 디자인 프레임워크로서의 커뮤니케이션에 대한 관심이 계속 커지고 있다.

## 같이 보기
- 언론정보학